# كارين كنايسل
كارين كنايسل (بالألمانية: Karin Kneissl) هي دبلوماسية نمساوية وصحفية وسياسية مستقلة، وزيرة الشؤون الخارجية منذ 18 ديسمبر 2017. وهي خبيرة في شؤون الشرق الأوسط، وكانت محاضرة قبل أن تشغل المنصب الحكومي الذي كُلفت به في حكومة سيباستيان كورتس.

## وصلات خارجية
- كارين كنايسل على موقع مونزينجر (الألمانية)